# Arquidiócesis de Santiago de Chile
La arquidiócesis de Santiago de Chile (en latín: Archidioecesis Sancti Iacobi in Chile) es una circunscripción eclesiástica de la Iglesia católica en Chile. Se trata de una arquidiócesis latina, sede metropolitana de la provincia eclesiástica de Santiago de Chile. Desde el 25 de octubre de 2023 su arzobispo es Fernando Natalio Chomalí Garib.

## Historia

### La Iglesia durante la Conquista y la Colonia
El 13 de diciembre de 1540 llegó al valle del río Mapocho la expedición de Pedro de Valdivia. Lo acompañaban tres sacerdotes: Rodrigo González Marmolejo, Juan Lobo y Diego Pérez. Con ellos se constituyó la primera iglesia en Santiago del Nuevo Extremo, fundada el 12 de febrero de 1541. 
La diócesis de Santiago de Chile fue erigida el 27 de junio de 1561 con la bula Super specula del papa Pío IV, obteniendo el territorio de la diócesis de La Plata o Charcas (hoy arquidiócesis de Sucre) y de la arquidiócesis de Lima, de la cual fue originalmente sufragánea. Su primer obispo titular fue el bachiller González Marmolejo, quien por razones de enfermedad no pudo tomar posesión de la sede y esta fue tomada por medio de un apoderado.
La diócesis de Santiago comprendía todo el territorio de la Capitanía General de Chile, pero el 22 de marzo de 1564 cedió una porción de su territorio para la erección de la diócesis de La Imperial (hoy arquidiócesis de Concepción) mediante la bula Super specula del papa Pío IV.
El 10 de mayo de 1570 cedió otra porción de su territorio (gobernación del Tucumán, Juríes y Diaguitas) para la erección de la diócesis de Tucumán (hoy arquidiócesis de Córdoba) mediante la bula Super specula militantis ecclesiae del papa Pío V.
El organizador de la diócesis de Santiago fue fray Diego de Medellín, tercer obispo de Santiago (1574-1593). Su participación en el Tercer Concilio de Lima influyó decisivamente en su labor pastoral:
- Dejó dividida la diócesis en cuatro parroquias y veintiséis doctrinas de indios;
- fundó el Seminario Conciliar en 1584;
- ordenó a cuatro mestizos como sacerdotes;
- celebró el primer Sínodo diocesano de Santiago en 1586;

Durante toda época colonial de Chile resaltan las actividades misioneras llevadas a cabo por las órdenes religiosas: agustinos, dominicos, franciscanos, jesuitas y mercedarios. El obispo Juan González Melgarejo (1743-1753) emprendió la construcción de la actual catedral en 1745, que fue terminada antes de finales de siglo durante el episcopado de Manuel de Alday.
El 28 de marzo de 1806 mediante la bula Regalium Principum el papa Pío VII transfirió el corregimiento de Cuyo de la diócesis de Santiago de Chile a la diócesis del Tucumán, que fue renombrada Córdoba del Tucumán. Fue aceptado por real cédula el 17 de febrero de 1807 y la entrega canónica se verificó el 10 de octubre de 1809.

### La Iglesia de Santiago y el advenimiento de la República chilena
Con el advenimiento de la Independencia de Chile, desde 1810 en adelante, los grupos patriotas entraron en conflicto con la Iglesia, dada la lealtad de esta última con la Corona española. Salvo algunos destacados ejemplos, como fray Camilo Henríquez, la gran mayoría del clero apoyó la causa realista.
La Santa Sede, en concomitancia con España, decidió no preconizar un nuevo obispo hasta la muerte de cada uno de los titulares exiliados, cosa que sucedió en toda América Latina, por lo que la principal sede chilena estuvo vacante hasta 1832. Recién ese año, tras la muerte de Rodríguez Zorrilla, se establecieron vínculos formales entre la nueva república y la Santa Sede con la preconización de Manuel Vicuña Larraín como obispo de la sede. Esta renovación conllevó el restablecimiento del seminario, con la consiguiente educación de un nuevo clero local. Vicuña Larraín fundó el periódico La Revista Católica, con el que apoyó las pretensiones del Gobierno chileno de mantener el patronazgo sobre las diócesis chilenas, preservando el derecho de presentación de los obispos que anteriormente había sido otorgado a los reyes de España.
El 21 de mayo de 1840 el papa Gregorio XVI expidió la bula Beneficentissimo Divinae Providentiae por la cual se elevó a arquidiócesis metropolitana la sede de Santiago, siendo su primer arzobispo Vicuña Larraín. A la muerte de este último, en 1843, fue designado para el cargo José Alejo Eyzaguirre Arechavala quien, tras un breve mandato, fue sucedido por Rafael Valdivieso. En 1859 el arzobispo realizó la visita ad limina y en 1869 participó en el Concilio Vaticano I. 
El 1 de julio de 1840 cedió una porción de su territorio para la erección de la diócesis de La Serena (hoy arquidiócesis de La Serena) mediante la bula Ad apostolicae potestatis del papa Gregorio XVI.
Tras el fallecimiento de Valdivieso, en junio de 1878, hubo un largo período de vacancia, hasta que en 1886 fue designado Mariano Casanova, quien fundó la Universidad Católica de Chile en 1888, al igual que el Santuario de la Inmaculada Concepción en la cima del cerro San Cristóbal, erigido el 26 de abril de 1908.
El 2 de noviembre de 1872 cedió una porción de su territorio para la erección de la misión sui iuris de Valparaíso (hoy diócesis de Valparaíso).
Luego de que el 9 de septiembre de 1888 la isla de Pascua fuera anexionada a Chile, el 8 de febrero de 1889 fue separada del vicariato apostólico de Tahití por decreto consistorial Cum in Oceanía Orientali del papa León XIII, e integrada a la arquidiócesis de Santiago de Chile.

### SiglosXXyXXI
En 1908 asumió como arzobispo Juan Ignacio González Eyzaguirre, quien se prestó atención a los problemas sociales de los trabajadores, siguiendo la encíclica Rerum Novarum del papa León XIII. En 1915 consagró la arquidiócesis al Sagrado Corazón de Jesús.
En 1913 cedió una porción de su territorio para la erección de la misión sui iuris de Talca (hoy diócesis de Talca).
El nuevo siglo llevó nuevos desafíos a la Iglesia chilena, ya que al dictarse la Constitución de 1925, se estableció la separación de la Iglesia y el Estado. Fue el arzobispo Crescente Errázuriz Valdivieso (nombrado en 1918) quien tuvo que enfrentar esta situación. 
El 18 de octubre de 1925 cedió porciones de su territorio para la erección por el papa Pío XI de las diócesis de Rancagua y de San Felipe mediante la bula Apostolicis muneris ratio.
En 1939 fue designado en el cargo José María Caro Rodríguez, quien llegó a ser el primer arzobispo chileno creado cardenal. Durante el gobierno del cardenal Caro una gran cantidad de misioneros de otros países llegaron a colaborar en el trabajo en las parroquias. En 1945 el sacerdote jesuita san Alberto Hurtado creó el Hogar de Cristo, mientras que Alfredo Ruiz-Tagle organizó la Fundación Mi Casa. Tras la muerte del cardenal Caro en 1959, asumió como administrador apostólico sede plena de Santiago Emilio Tagle Covarrubias.
El 24 de junio de 1961 el papa Juan XXIII nombró arzobispo a Raúl Silva Henríquez, entonces obispo de Valparaíso, siendo creado cardenal al año siguiente. Organizó la Gran Misión de Santiago y el Sínodo Arquidiocesano para aplicar las orientaciones del Concilio Vaticano II, del cual participó. Durante su gobierno eclesiástico impulsó la reforma agraria en los predios de la Iglesia, mientras debió afrontar el gobierno marxista de Salvador Allende y la dictadura militar encabezada por Augusto Pinochet Ugarte, realizando una destacada labor en la irrestricta defensa de los derechos humanos por medio del Comité Pro-Paz y, posteriormente, la Vicaría de la Solidaridad. 
El 18 de junio de 1970, en virtud del decreto Maiori Christifidelium de la Congregación para los Obispos adquirió el departamento de Maipo, que pertenecía a la diócesis de Rancagua.
El 10 de junio de 1983 el papa Juan Pablo II nombró a Juan Francisco Fresno Larraín (entonces arzobispo de La Serena), como nuevo arzobispo metropolitano, siendo creado cardenal en 1985. En 1987 Juan Pablo II visitó Chile, en una extensa visita apostólica durante la que elevó a la monja carmelita Teresa de los Andes al rango de beata en una gran y polémica celebración realizada en el parque O'Higgins.
El 13 de julio de 1987 cedió una porción de su territorio para la erección de la diócesis de San Bernardo mediante la bula Omnium Ecclesiarum del papa Juan Pablo II.
En abril de 1990, Carlos Oviedo Cavada, entonces arzobispo de Antofagasta, asumió el gobierno de la arquidiócesis y fue creado cardenal en noviembre de 1994. Oviedo convocó al IX Sínodo de Santiago, el cual fue promulgado el 4 de noviembre de 1997. Debido a una grave enfermedad pulmonar renunció en febrero de 1998 y falleció en diciembre del mismo año. Entre febrero y abril de ese año, Sergio Valech Aldunate, obispo auxiliar de Santiago, asumió el gobierno interino de la arquidiócesis en calidad de administrador apostólico. En abril de 1998 fue nombrado nuevo arzobispo metropolitano Francisco Javier Errázuriz Ossa, quien recibió el palio de manos de Juan Pablo II el 29 de junio de ese año. Fue creado cardenal presbítero el 21 de febrero de 2001, recibiendo el título de Santa María della Pace.
El 4 de abril de 1991 cedió otra porción de su territorio para la erección de la diócesis de Melipilla mediante la bula Quo aptius del papa Juan Pablo II.
El 15 de diciembre de 2010 el papa aceptó la renuncia del cardenal Errázuriz y eligió a Ricardo Ezzati como nuevo arzobispo de Santiago. Este tomó posesión el 15 de enero de 2011 y el papa Francisco lo creó cardenal el 22 de febrero de 2014, asignándole el título presbiteral de Santísimo Redentor. El 27 de diciembre de 2019 el papa Francisco nombró a Celestino Aós como arzobispo de Santiago, creandolo Cardenal el 28 de noviembre de 2020.
El 25 de octubre de 2023 el papa Francisco nombró a Fernando Chomalí, creandoló cardenal el 8 de diciembre de 2024 con el título de San Mauro Abad.

## Territorio y organización

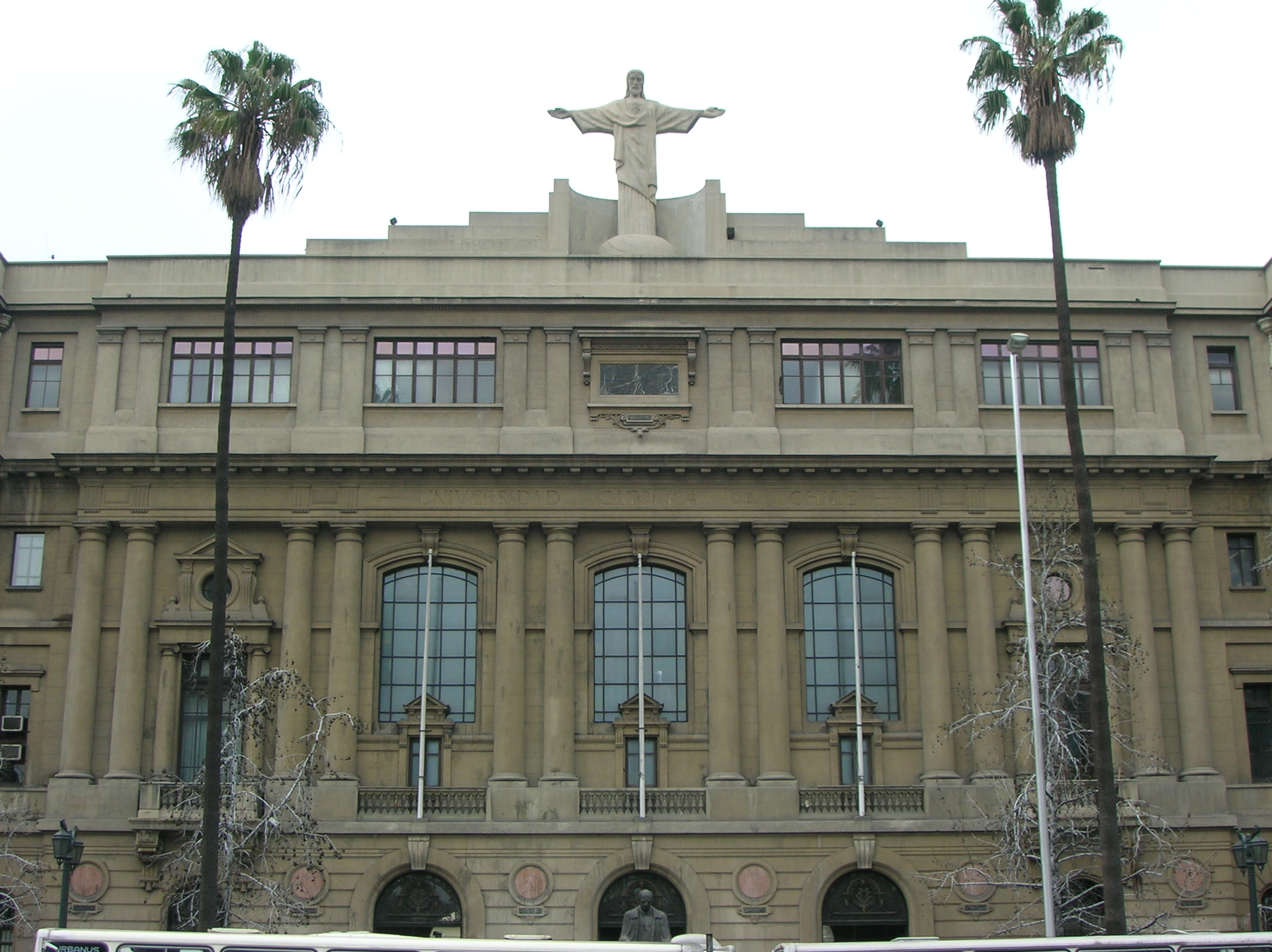
Sede central de la Universidad Católica de Chile

La arquidiócesis tiene 9193 km² y extiende su jurisdicción sobre los fieles católicos de rito latino residentes en 37 comunas de la región metropolitana de Santiago: 
- en la provincia de Chacabuco: Colina, Lampa y Tiltil;
- en la provincia de Cordillera: Puente Alto y San José de Maipo;
- en la provincia de Santiago: Quilicura, Huechuraba, Renca, Conchalí, Independencia, Recoleta, Lo Barnechea, Vitacura, Las Condes, Providencia, La Reina, Ñuñoa, Macul, Peñalolén, La Florida, San Ramón, La Cisterna, La Granja, Lo Espejo, San Miguel, San Joaquín, Pedro Aguirre Cerda, Santiago, Cerrillos, Maipú, Estación Central, Pudahuel, Lo Prado, Quinta Normal, Cerro Navia, la mitad norte de La Pintana, y una parte de El Bosque.

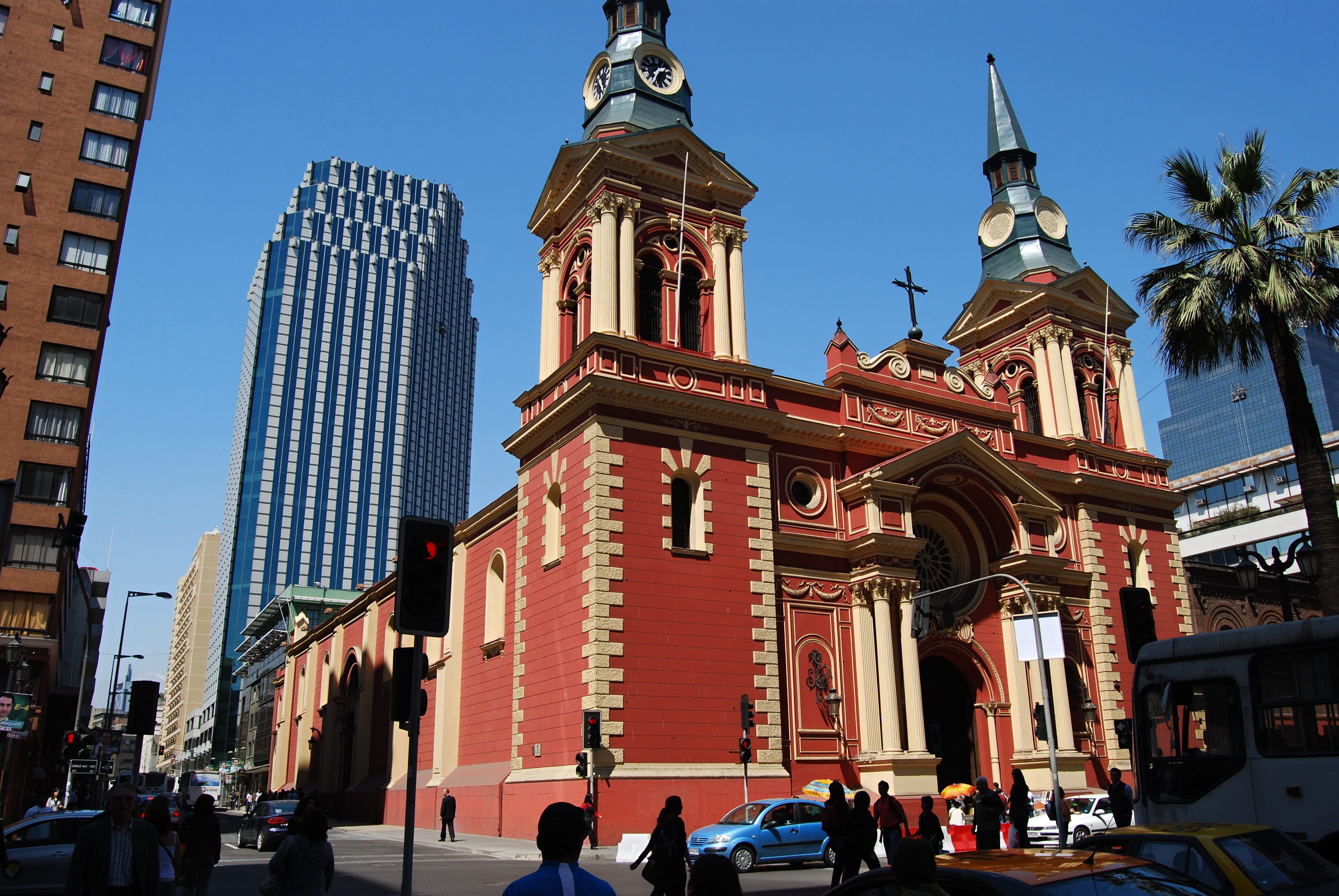
Basílica de la Merced

La sede de la arquidiócesis se encuentra en la ciudad de Santiago, en donde se halla la Catedral de Santiago y cinco basílicas menores: de Nuestra Señora de la Merced, de Nuestra Señora del Perpetuo Socorro, del Inmaculado Corazón de María, de Nuestra Señora de Lourdes y del Salvador. En Maipú se encuentra el Santuario Nacional de Maipú.

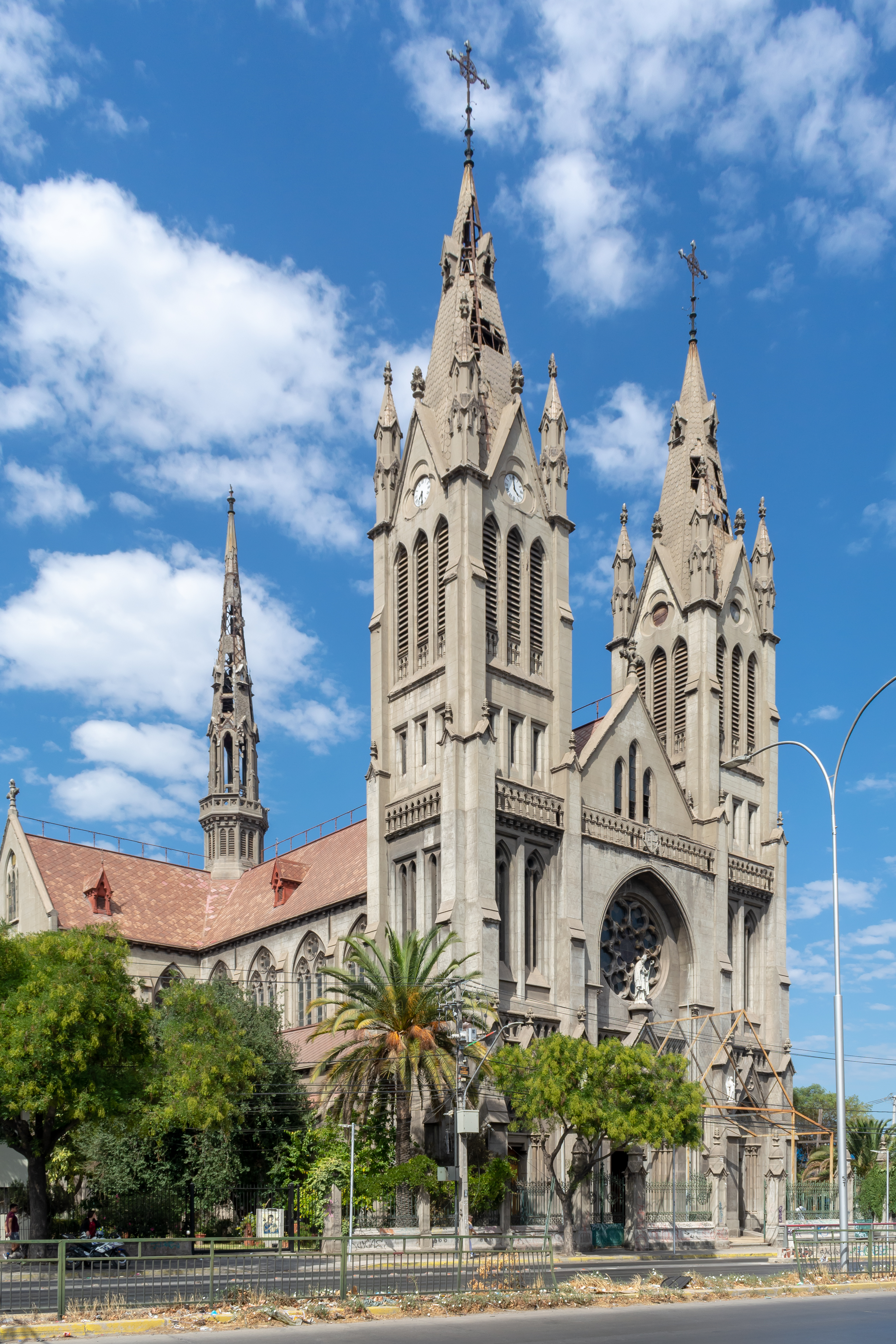
Basílica de Nuestra Señora del Perpetuo Socorro

La arquidiócesis tiene como sufragáneas a las diócesis de: Linares, Melipilla, Rancagua, San Bernardo, San Felipe, Talca y Valparaíso.

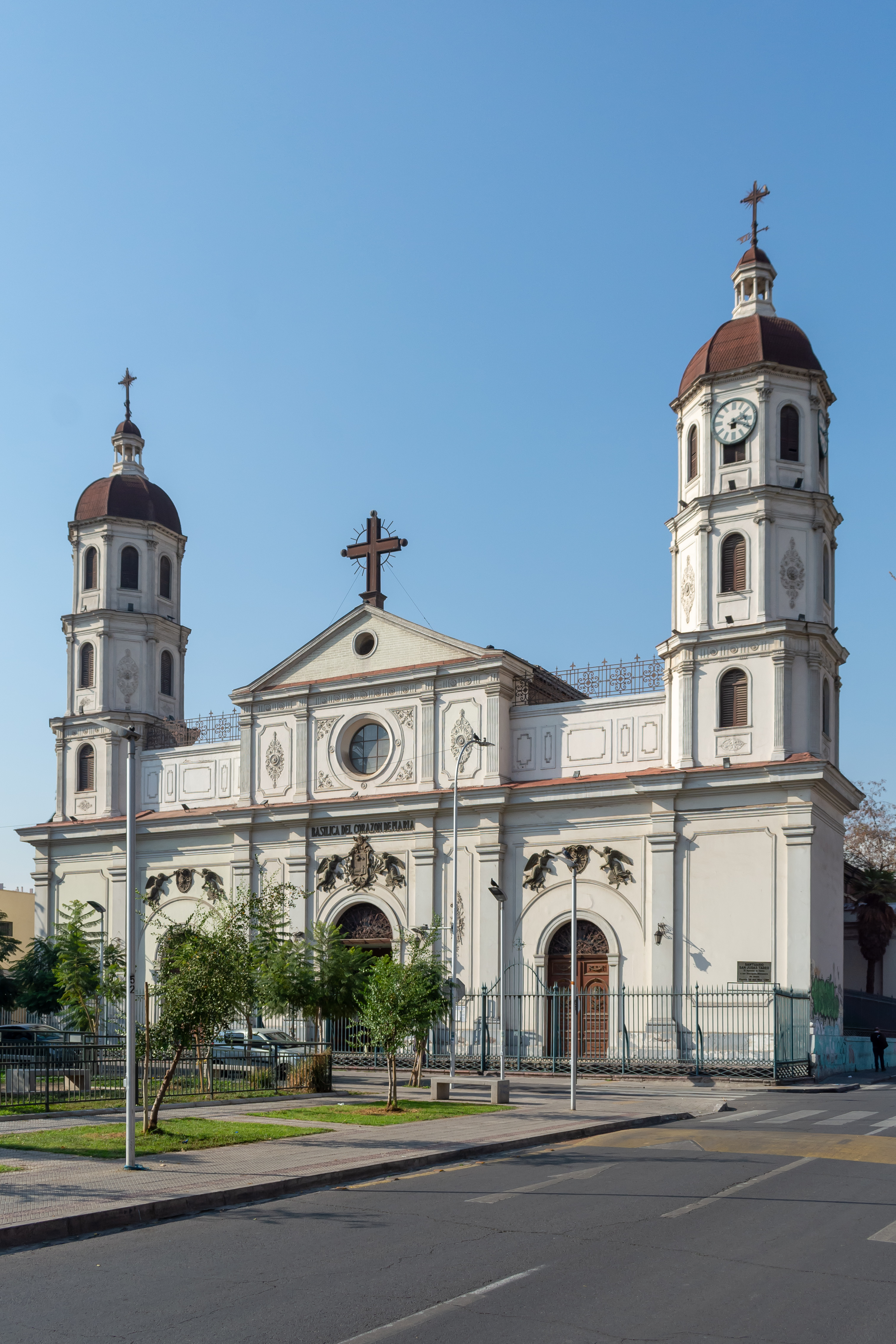
Basílica del Corazón de María

En 2020 en la arquidiócesis existían 218 parroquias agrupadas en 7 vicarías episcopales territoriales o zonales:  
- Vicaría Episcopal para la Zona Sur: compone 9 comunas de la región metropolitana de Santiago: San Miguel, Pedro Aguirre Cerda, Lo Espejo, La Cisterna, San Ramón, La Pintana (parte norte), El Bosque (una parte), La Granja y San Joaquín. Su vicario episcopal es el Pbro Manuel Martinez.

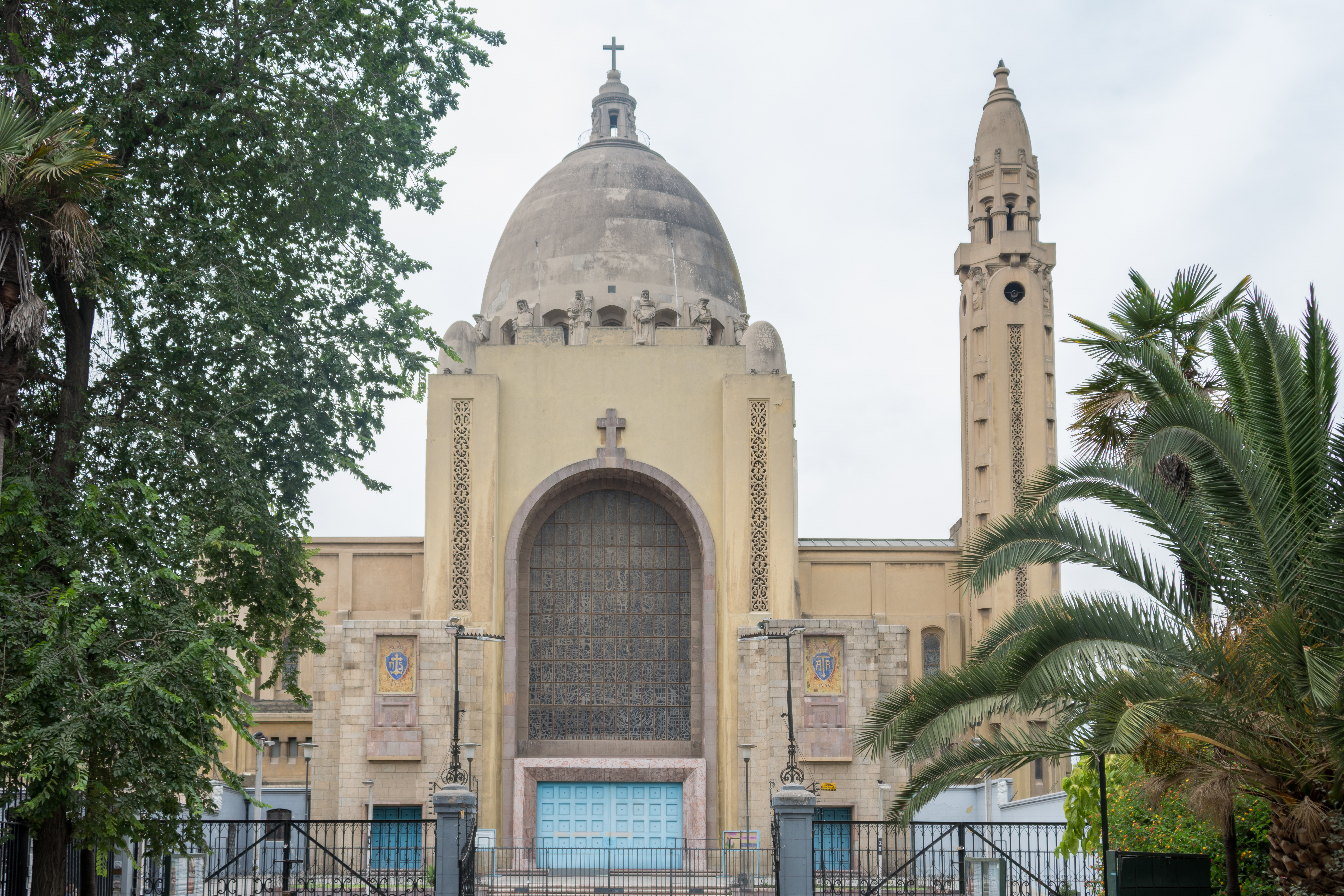
Basílica de Nuestra Señora de Lourdes

- Vicaría Episcopal para la Zona Centro: compone 2 comunas, que son: Santiago Centro y Providencia Poniente. El vicario episcopal es Álvaro Chordi Miranda.
- Vicaría Episcopal para la Zona Oeste: compone las comunas de Estación Central, Quinta Normal, Lo Prado, Cerrillos, Maipú y Pudahuel. El vicario episcopal es Pbro. Eduardo Howard.
- Vicaría Episcopal para la Zona Cordillera: la forman las comunas de: Providencia Oriente, Ñuñoa Norte, Las Condes, Vitacura, La Reina, y Lo Barnechea. El vicario episcopal es Pbro. Pedro Ríos.
- Vicaría Episcopal para la Zona Oriente: la Integran las comunas de La Florida, Macul, Ñuñoa Sur, La Reina y Peñalolén. El vicario episcopal es Luis Migone Repetto.
- Vicaría Episcopal para la Zona Norte: la Componen las comunas de: Independencia, Recoleta, Renca, Conchalí, Huechuraba, Colina, Quilicura, Lampa, y Tiltil. El vicario episcopal es Pbro. Juan Ignacio Schramm.
- Vicaría Episcopal para la Zona del Maipo: esta zona fue creada el 1 de enero de 2008 por el cardenal Francisco Javier Errázuriz Ossa, no obstante comenzó en 2004 llamándose Pro Vicaría del Maipo. La constituyen las comunidades católicas de las comunas de Puente Alto y San José de Maipo. El vicario episcopal es Pbro. Rodrigo Magaña Venegas desde el 3 de enero de 2019.

### Vicarías ambientales
- Vicaría de Pastoral Social Caritas
- Vicaría para la Vida Consagrada e Institutos de Vida Apostólica
- Vicaría Episcopal para la Pastoral
- Vicaría para Laicos, Familia y Vida
- Vicaría de la Esperanza Joven
- Vicaría para el Clero
- Delegación para la Educación
- Delegación Episcopal para la Verdad y la Paz
- Vicaría Pastoral de la Misericordia

## Estadísticas
Según el Anuario Pontificio 2021 la arquidiócesis tenía a fines de 2020 un total de 4 162 700 fieles bautizados.
| Año                                                                             | Población            | Población | Población      | Sacerdotes | Sacerdotes    | Sacerdotes    | Bautizados por sacerdote | Diáconos permanentes | Religiosos | Religiosos | Parroquias |
| Año                                                                             | Bautizados católicos | Total     | % de católicos | Total      | Clero secular | Clero regular | Bautizados por sacerdote | Diáconos permanentes | Varones    | Mujeres    | Parroquias |
| ------------------------------------------------------------------------------- | -------------------- | --------- | -------------- | ---------- | ------------- | ------------- | ------------------------ | -------------------- | ---------- | ---------- | ---------- |
| 1950                                                                            | 1 450 000            | 1 620 000 | 89.5           | 629        | 236           | 393           | 2305                     |                      | 740        | 1500       | 115        |
| 1966                                                                            | 1 720 413            | 2 347 215 | 73.3           | 1046       | 328           | 718           | 1644                     |                      | 960        | 2590       | 177        |
| 1970                                                                            | 3 078 000            | 3 684 000 | 83.6           | 1094       | 404           | 690           | 2813                     |                      | 1071       | 2840       | 188        |
| 1976                                                                            | 3 400 000            | 3 946 704 | 86.1           | 908        | 258           | 650           | 3744                     | 36                   | 1006       | 2000       | 204        |
| 1980                                                                            | 3 419 000            | 4 361 000 | 78.4           | 841        | 246           | 595           | 4065                     | 63                   | 1049       | 2250       | 202        |
| 1990                                                                            | 3 234 000            | 4 497 000 | 71.9           | 1433       | 265           | 1168          | 2256                     | 70                   | 1876       | 4066       | 202        |
| 1999                                                                            | 3 709 951            | 5 013 448 | 74.0           | 829        | 276           | 553           | 4475                     | 138                  | 1314       | 2785       | 197        |
| 2000                                                                            | 3 716 941            | 5 083 704 | 73.1           | 825        | 265           | 560           | 4505                     | 145                  | 1174       | 2203       | 197        |
| 2001                                                                            | 3 813 246            | 5 153 039 | 74.0           | 728        | 278           | 450           | 5237                     | 156                  | 906        | 2952       | 200        |
| 2002                                                                            | 3 862 207            | 5 219 199 | 74.0           | 799        | 292           | 507           | 4833                     | 166                  | 1085       | 2924       | 199        |
| 2003                                                                            | 3 910 281            | 5 284 164 | 74.0           | 821        | 285           | 536           | 4762                     | 176                  | 1080       | 2395       | 199        |
| 2004                                                                            | 3 559 081            | 5 128 359 | 69.4           | 818        | 274           | 544           | 4350                     | 193                  | 1093       | 2578       | 202        |
| 2010                                                                            | 4 059 000            | 5 848 000 | 69.4           | 847        | 277           | 570           | 4792                     | 312                  | 1019       | 1808       | 209        |
| 2014                                                                            | 4 205 000            | 6 290 000 | 66.9           | 877        | 250           | 627           | 4794                     | 339                  | 1255       | 1854       | 213        |
| 2016                                                                            | 4 254 000            | 6 358 210 | 66.9           | 862        | 250           | 612           | 4935                     | 385                  | 1081       | 1951       | 212        |
| 2017                                                                            | 4 255 000            | 6 360 000 | 66.9           | 767        | 250           | 517           | 5547                     | 385                  | 899        | 983        | 212        |
| 2020                                                                            | 4 162 700            | 6 104 413 | 68.2           | 480        | 230           | 250           | 8672                     | 390                  | 513        | 547        | 218        |
| Fuente: Catholic-Hierarchy, que a su vez toma los datos del Anuario Pontificio. |                      |           |                |            |               |               |                          |                      |            |            |            |